# 田桐

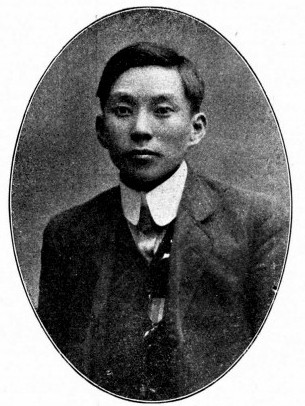
《民国之精华》中的田桐照片

田桐（1879年12月25日—1930年7月2日），字梓琴，号恨海，晚号玄玄居士、江介散人，湖北蕲春漕河镇田家河人。中国民主革命家，中华民国政治人物。

## 生平

### 就学武昌
1879年，田桐出生於湖北蘄州的田又青家，是家中長子。父親田又青，清末新派學者，在家鄉开辦一所私塾。6歲时，田桐随父親受啟蒙教育。后来，田桐参加鄉試考中第一名。
1894年，16歲的田桐獨自來到白鹿洞書院學习。22歲时，田桐考入武昌文普通中學堂。该校監督紀钜維是文人紀曉嵐的遠孫，深愛田桐之才華。在校期间，田桐結識了湖南同學宋教仁，二人常共同谈論時政。田桐還常和居正、吳崑、陳幹、石瑛等同學议論國事。1902年，14位青年共同登上黃鶴樓，結拜为兄弟，发誓共同反清救國。
1903年7月，自日本留學归國到武昌的黃興在兩湖書院和文普通中學堂进行反清演講，當局乃以“造反”罪名驅逐黃興。黃興留下了4千多冊鄒容的《革命軍》、陳天華的《猛回頭》。1903年，田桐在考卷上抨擊時弊，遭到告密，清朝湖北巡撫端方得知后，責令從嚴懲辦，紀钜維当即暗示田桐離校避難。田桐遂于1904年赴日本，入弘文學院。

### 东渡日本
在日本留学期间，田桐结识黄兴、陈天华等人，并和宋教仁、刘公、白逾桓等人创办《二十世纪支那》，宣传革命。1905年，田桐迎孙中山于东京，参与发起成立中国同盟会，并任中国同盟会东京总部执行部书记兼评议部评议员。他以“恨海”為筆名，在中国同盟會機關報《民報》上撰文鼓吹革命。他还編輯出版《亡國慘記》一书，不到一年便銷售3萬冊。
1905年11月，日本文部省頒布《取締清國留日學生規則》，遭到中国留學生抗議。秋瑾等人提议中国留学生集體退學回國，各地留學生纷纷罷課示威。田桐也在弘文學院組織學生罷課。田桐、宋教仁、張繼、程家檉、吴昆、劉道一等18名學生領袖上了清廷駐日本使館追捕的黑名單。1909年，宣統帝即位，頒布赦免上諭，但田桐、宋教仁仍被宣布為不能“开复”。消息傳至蘄春，父親田又青当即撰聯鼓勵田桐：“焦桐名氣傳天下，文梓奇才壓海東。”

### 新加坡活动

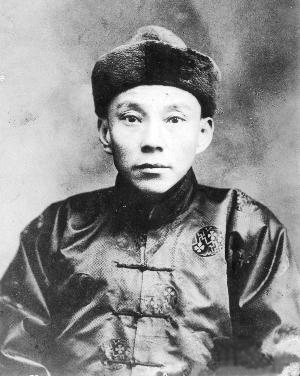
田桐

1906年3月，孫中山到新加坡创办中国同盟會分會，同時決定辦《中興日報》作為革命派的宣傳喉舌，以驳斥新加坡保皇派主辦的《南洋總彙報》宣傳的君主立憲思想。孫中山派田桐到新加坡主持《中興日報》，與保皇黨展开激烈論戰，孫中山本人也以“南洋小學生”為筆名撰文參与论戰。经过数年筆戰，保皇派落败。保皇派乃詆毀孫中山是“海盜”。孫中山在一些人的建議下，決定起诉索賠。田桐得知後，勸孫中山不要起诉，孫中山乃撤诉。不久，《南洋總彙新報》托人向孫中山道歉，事件最终圓滿解決。
1907年，孫中山到达新加坡，由新加坡的中国同盟會分會正、副會長陳楚南、張永福安排在烏節路111號居住，此处与清朝領事署副領事長楊圻的寓所毗邻。楊圻和田桐、陳楚楠、張永福等人為鄰居，彼此认識，因愛文章，故楊圻和田桐一見如故。當時，孫中山的行蹤在清廷嚴密監控中，广东巡抚張人駿得知孫中山到新加坡並住在楊圻寓所隔壁，当即派刺客到南洋，准备刺杀孫中山。刺客到新加坡之後，新加坡總領事安排其潛伏至楊圻的寓所，楊圻經過反复思考，決定将此事告知田桐，田桐随即通知孫中山，並幫助孫中山離開。同時，田桐請楊圻劝告刺客，刺客最终放棄刺杀計劃，離開新加坡。

### 名震南洋
1907年，荷属东印度也成立了中国同盟會支部。為加強在荷属东印度的革命力量，田桐、張繼、陶成章等中国同盟會会員先後到爪哇三寶壟、坤甸、泗水等地创辦报刊，兴办学校，宣傳革命。
1908年秋，田桐來到泗水，創辦了荷属东印度最早的華文日報《泗濱日報》。《泗濱日報》成為東爪哇華僑的喉舌，是當時荷属东印度言论最大胆的日報，受到南洋民眾欢迎，同時该报也成為中国同盟會的分支機構。
後来，田桐翻譯了日本人大越因三郎的《南國記》。该文记录了荷蘭殖民者欺壓華僑的历史，揭露了荷属东印度當局的黑暗统治，田桐因此遭驅逐出境。

### 陽夏战役
1911年10月10日，武昌起義爆發。此后到10月28日，革命軍被迫退至漢口市區。黃興、宋教仁、田桐、李書城等人在張竹君醫師的协助下，化装成紅十字救護隊的醫生，於10月28日趕到戰鬥前线視察部隊，策劃反擊。
11月3日，湖北軍政府都督黎元洪任命黃興為戰時總司令，田桐為秘書長參赞軍機，李書城為參謀長，在漢陽琴台設立司令部，全面部署保卫漢陽的“陽夏战役”。面對清軍的德國新式炮，田桐建议黃興以漢陽兵工廠的鋼板加固工事，抵禦炮火，获得黃興采纳。革命军堅守了十天十夜。11月27日，漢陽失守。

### 民国肇建
1912年1月南京临时政府成立后，田桐任临时政府内务部参事、临时参议院参议员。孫中山辭去臨時大總統，讓位於袁世凱后，田桐辭去內務部參事、临时參議院議員職務，此后到北京任《國光新聞》主筆。1913年，田桐当选中华民国第一届国会众议员。
田桐在《國光新聞》每日撰文，抨击袁世凱破壞《中华民国臨時約法》、操縱內閣，使《國光新聞》成為北京反对袁世凱政府最激烈的報紙之一。同時，田桐任《國風日報》編輯，《國風日報》也是北京重要报纸。袁世凱派田桐的舊友、農商部次長張仲華帶10萬元銀票給田桐，示意其不要再刊发此類文章。田桐拒絕，并命報社經理李基鴻拒收銀票。此后，袁世凱还曾派殺手在深夜到田桐的房間开槍行刺，幸而当时田桐正在報社工作沒有回家。

### 中华革命党

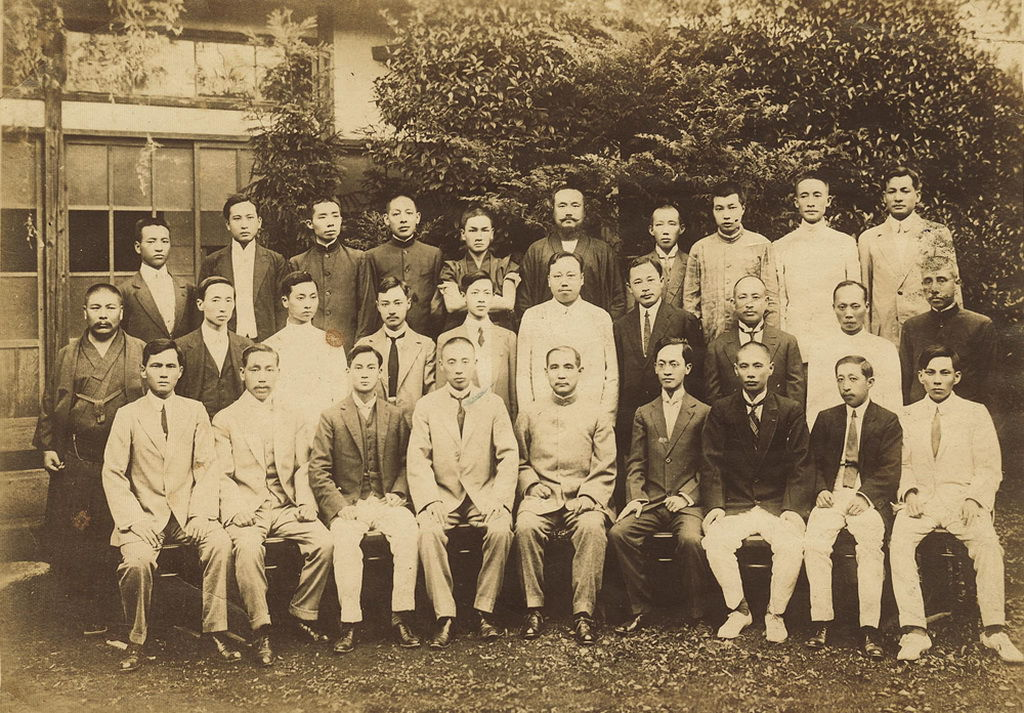
1915年9月25日，孙中山与即将回国举行反袁革命的同志合影于东京国民社。前排右起：田桐、廖仲恺、居正、胡汉民、孙中山、陈其美、许崇智、郑鹤年、邓铿。第二排右起：第七人为宁武。

1913年二次革命失敗後，孫中山、黃興等人遭到通緝，先后赴日本，田桐也來到日本。孫中山決定将國民黨改组為中華革命黨，并親自擬定《中華革命黨章程》。田桐以小楷書寫了入盟《誓約》，用道林紙石印，其中有“服從孫先生再舉革命”一语。孫中山要求党员宣誓後必须在《誓約》上打指模，表示決心。黃興反對，認為黨員不应当服從個人，不贊成“服從孫先生再舉革命”，反對打指模，黄兴称“因為犯罪的人才打手印，我們入黨何必如此呢？”
田桐为弥合孙中山、黃興的分歧，建議在《誓約》問題上稍加改动，在人事安排上仍按中国同盟會的辦法，孫中山任總理，黃興任協理。孙中山對这一人事安排無異議，但坚决不同意更改《誓約》。 黃興乃決定赴舊金山，臨行前邀孙中山小酌話別，並致函田桐：“梓琴兄鑒：弟將遠適，特於明日（27日）午刻備小酌，恭請中山先生敘別（不談國事），乞屆時駕臨寄寓，藉慰離緒。此頌大安，弟興啟。6月26日。”
在孫中山的指示下，田桐、陳其美、居正、胡漢民、楊庶堪、周應時等人成立籌備委員會，以筹建中華革命黨總部。1914年7月8日，中華革命黨在東京精養軒舉办成立大會，孫中山就任總理，田桐任黨務部副部長，同時兼任湖北支部長。后来在1919年，孫中山將中華革命黨改組為中國國民黨。

### 晚年生涯
护法运动中，田桐隨孫中山赴广州護法，在廣州大元帥府任宣傳處長。1922年陳炯明发动六一六事变后，田桐曾被陳炯明的军队抓獲，田桐痛斥陳炯明。但后来，田桐反对孙中山的联俄容共的政策。
1925年，在胡憨战争中，田桐與國民軍副司令兼第二軍軍長胡景翼在虎牢關大敗直系将领憨玉琨，穩定了河南局勢。北伐期间，田桐担任江汉宣抚使兼湖北省政府委员。其后，1927年被任命为南京国民政府委员；1928年被任命为立法院立法委員，但因对蒋介石不满而均未就任。1928年，田桐回到上海，主辦《太平雜誌》，撰寫《太平策》。后与居正等人成立反蒋同盟。
1930年7月2日，田桐因肝癌在上海寓所病逝。1931年，湖北省政府奉行政院令兴建田桐墓。1932年9月16日，田桐靈櫬经江華輪運抵漢口。9月17日至19日，湖北省舉行公祭，全省降半旗致哀，一時间“白馬素車，填街盈巷”。9月20日，田桐靈櫬移到武昌洪山墓地，舉办了“鄂省第一次禮節極為隆重”的公葬典禮。

## 著作
- 《太平策》（17篇）
- 《五权宪法》
- 《革命闲话》
- 《扶桑诗话》
- 《诗文集》
- 《玄玄遗著》[2]